# والتر اسودو
والتر اسودو (انگلیسی: Walter Acevedo؛ زادهٔ ۱۶ فوریهٔ ۱۹۸۶) بازیکن فوتبال اهل آرژانتین است.
از باشگاه‌هایی که در آن بازی کرده‌است می‌توان به باشگاه فوتبال ریور پلاته، باشگاه اتلتیکو ایندپندینته، باشگاه فوتبال بانفیلد، باشگاه فوتبال متالیست خارکوف، باشگاه فوتبال اتلتیکو تیگره، باشگاه فوتبال رئال ساراگوسا، و باشگاه ورزشی سن لورنسو آلماگرو اشاره کرد.
وی همچنین در تیم‌های ملی فوتبال Argentina national under-17 football team، زیر ۲۰ سال آرژانتین، و آرژانتین بازی کرده‌است.